# Johan Van Leirsberghe
Johan Van Leirsberghe (7 oktober 1955) is een Belgische voormalige atleet, die zich had toegelegd op de 3000 m steeple. Hij werd eenmaal Belgisch kampioen.

## Biografie
Van Leirsberghe werd in 1980 Belgisch kampioen op de 3000 m steeple.  Hij was aangesloten bij Olympic Brugge.

## Belgische kampioenschappen
| Onderdeel      | Jaar |
| -------------- | ---- |
| 3000 m steeple | 1980 |

## Persoonlijk record
| Onderdeel      | Prestatie | Datum       | Plaats |
| -------------- | --------- | ----------- | ------ |
| 3000 m steeple | 8.26,8    | 4 juni 1980 | Leuven |

## Palmares
3000 m steeple
- 1980:  BK AC - 8.40,2